# Ceny Velkého bratra
Ceny Velkého bratra (Big Brother Awards, český organizátor užívá též název Soutěž o největšího slídila) je soutěž, v níž jsou vybírány subjekty, které nejvíce narušily soukromí lidí, zejména novými technologiemi. Aktuálními tématy jsou ochrana soukromí při cestování, používání čipů, počítačů a kamerových systémů a soukromí lidského těla. 
Účel soutěže je zejména osvětový: tedy upozornit veřejnost na způsoby, jakými bývá soukromí narušováno. Název má soutěž podle postavy Velkého bratra z Orwellova románu 1984. Kdokoliv z veřejnosti může do soutěže nominovat jak úřady, tak firmy. Odborná porota pak vybírá „vítěze“ v několika kategoriích. První ročník se konal roku 1998 ve Velké Británii, postupně se přidávají další národní soutěže, do roku 2007 již proběhla alespoň jednou ve 14 evropských zemích a 5 mimoevropských, v roce 2007 byla poprvé vyhlášena i mezinárodní soutěž. 
V Česku národní soutěž organizuje občanské sdružení Iuridicum Remedium (IuRe) od roku 2005. Od 10. ročníku je vítěz v české soutěži vyhodnocován v pěti kategoriích:
- Dlouhodobý slídil
- Firemní slídil
- Úřední slídil
- Výrok Velkého bratra
- Pozitivní cena Edwarda Snowdena (jediná pozitivní cena, od roku 2022 pouze Pozitivní cena)

Ceny Velkého bratra mají zpravidla významný mediální ohlas. V návaznosti na vyhlášení často dojde ke změně či posunu v problému, na který bylo upozorněno.

## Národní verze soutěže
Evropa:
- Španělsko, 2002, 2003, 2004
- Spojené království, 1998, 1999, 2000, 2002, 2003, 2004, 2005
- Francie, 2000, 2002, 2003, 2004, 2005, 2006, 2007
- Itálie, 2005, 2006, 2007
- Švýcarsko, 2000, 2001, 2002, 2003, 2004, 2005, 2006, 2007
- Německo, 2000, 2001, 2002, 2003, 2004, 2005, 2006, 2007
- Rakousko, 1999, 2000, 2001, 2002, 2003, 2004, 2005, 2006, 2007
- Belgie, 2002
- Nizozemsko, 2002, 2003, 2004, 2006, 2007
- Dánsko, 2002, 2003
- Finsko, 2002, 2003, 2005
- Česko, 2005, 2006, 2007, 2008, 2009, 2010, 2011, 2012
- Maďarsko, 2001, 2002, 2003, 2004
- Bulharsko, 2003, 2005

Mimoevropské:
- Spojené státy, 1999, 2000, 2001, 2002, 2003, 2004, 2005
- Nový Zéland, 2004
- Austrálie, 2003, 2004, 2005, 2007
- Japonsko, 2003
- Jižní Korea, 2005

Mezinárodní soutěž: Montreal (Kanada) 2007

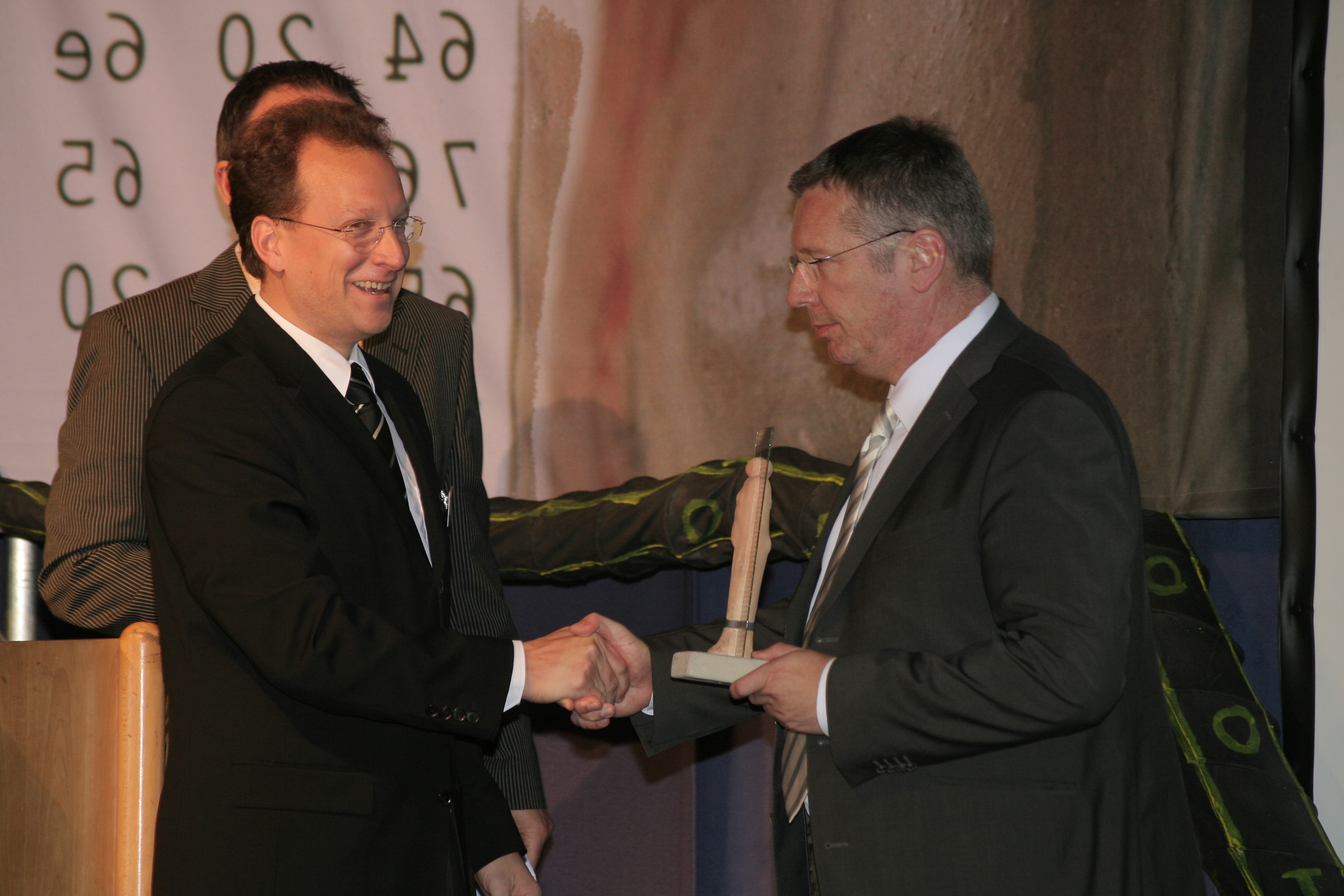
Big Brother Award 2008 (Německo)
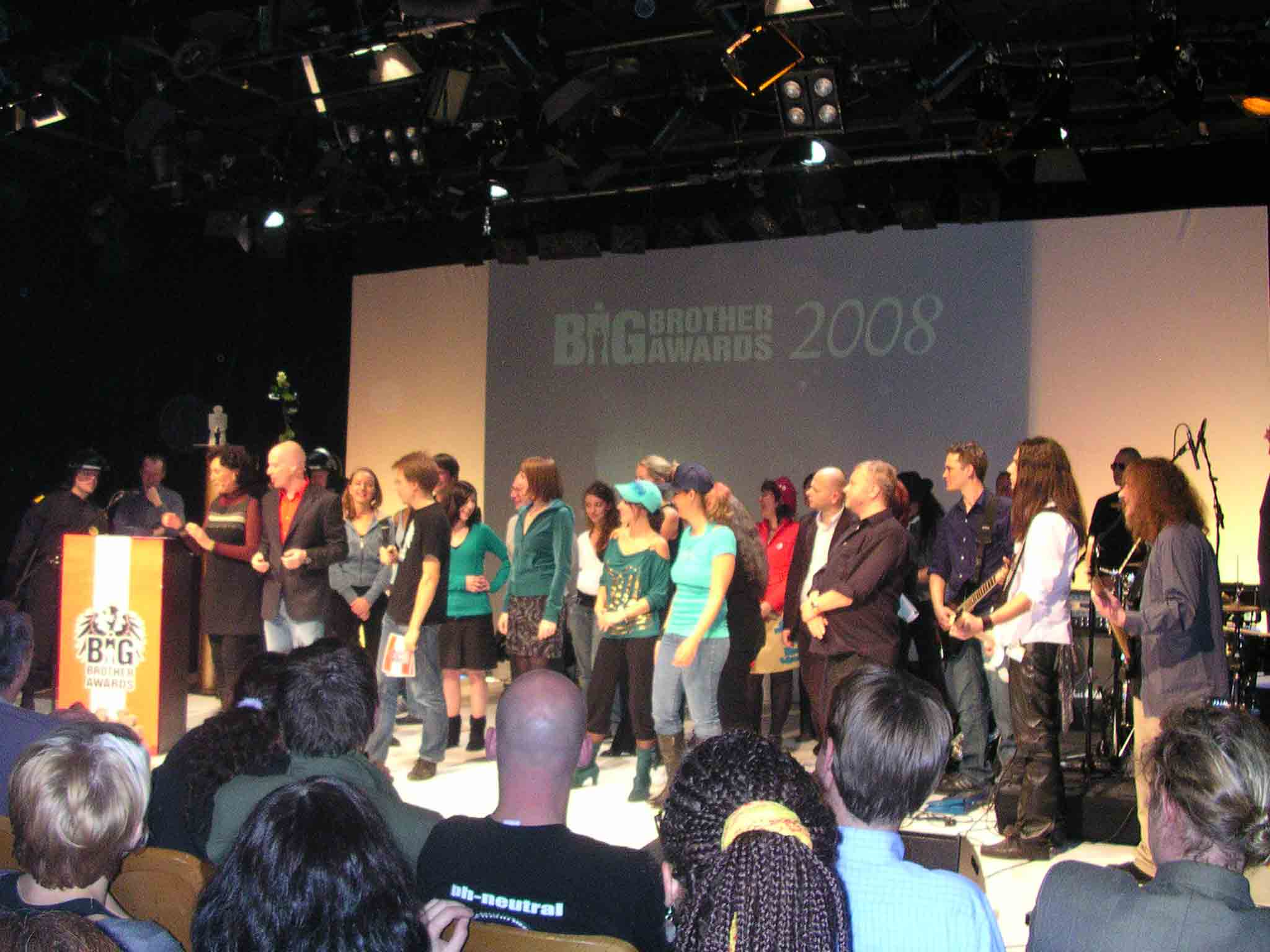
Big Brother Awards 2008 (Rakousko)
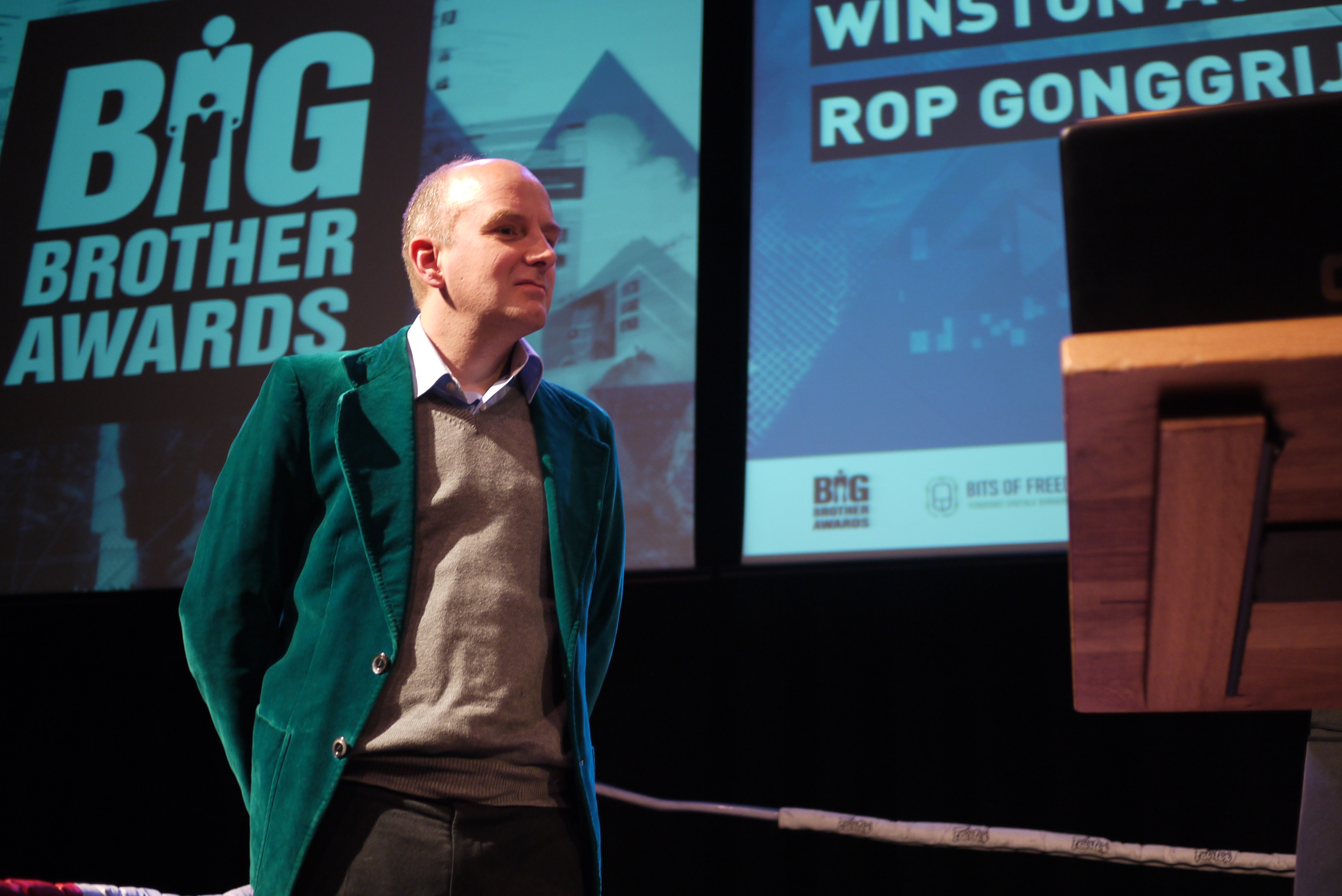
Big Brother Awards 2010 (Nizozemsko)
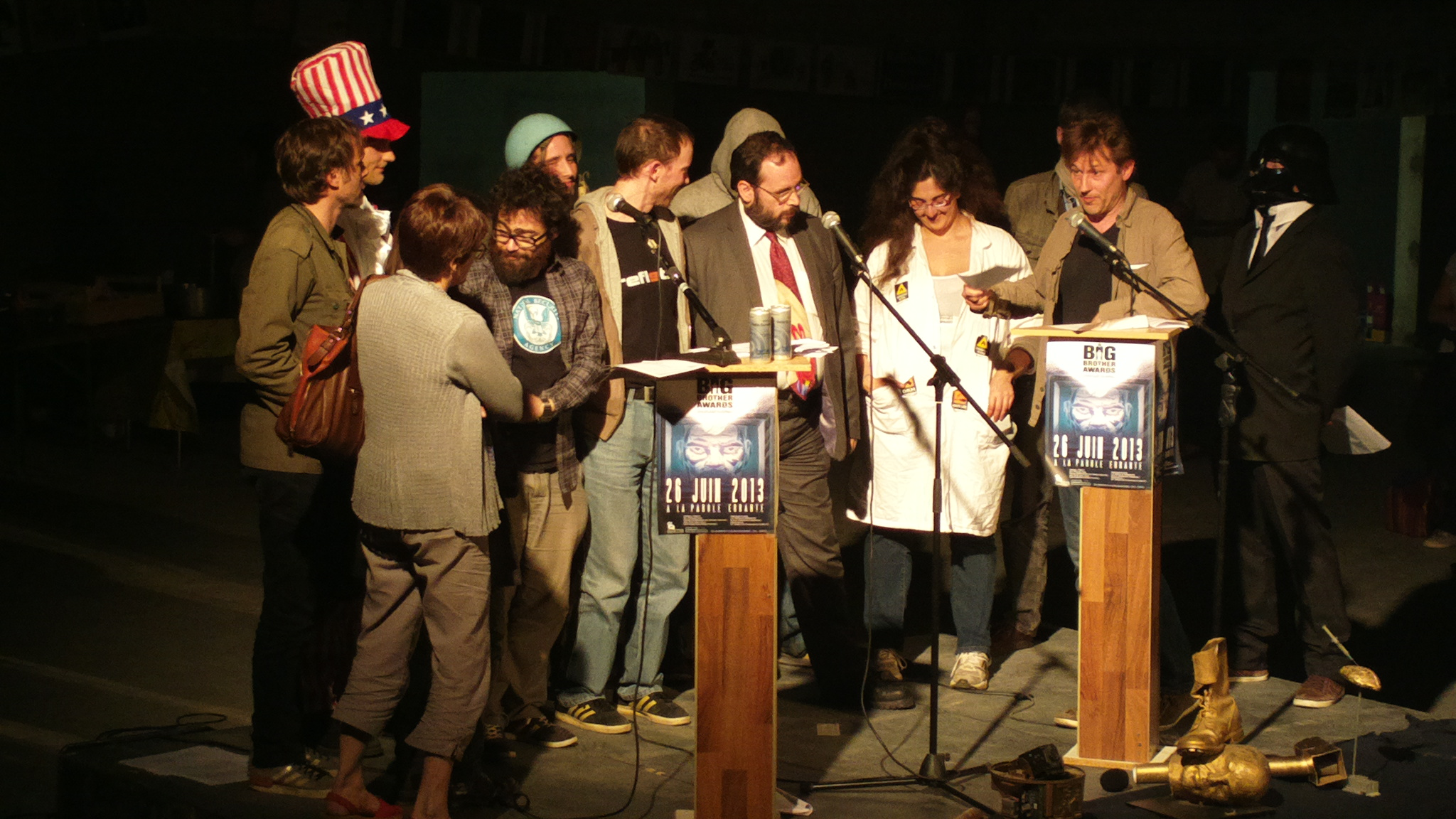
Big Brother Awards 2013 (Francie)

## Česko
Pořádá občanské sdružení Iuridicum Remedium (IuRe).

### Ocenění za rok 2004
Ceny byly předávány 28. října 2005 v Divadle Na zábradlí.
- Největší firemní slídil: Tesco a. s., za pravděpodobné zavádění RFID čipů do zboží, umožňujícího sledovat pohyb zákazníka bez jeho vědomí, za případ sledování zákaznic v převlékací kabině bezpečnostní kamerou,
- Největší úřední slídil: hlavní město Praha za masivní podporu kamerových systémů budovaných od roku 1998, aniž by existovala zákonem daná pravidla pro archivaci a využívání záznamu z nich.
- Dlouhodobé porušování lidského soukromí: Czech Credit Bureau, provozující databáze jednotlivců, kteří čerpají nějaký úvěr či půjčku, včetně těch, kteří řádně splácejí. Do databází má přístup 19 bank a mnoho leasingových společností a provozovatelů splátkového prodeje. Fyzicky je databáze umístěna v Itálii. ÚOOÚ při šetření neshledal závady, protiústavní novela zákona o bankách legalizující podobnou praxi byla po roce zrušena.
- Nebezpečná nová technologie: Zavedení biometrických údajů do cestovních dokladů, s možností jejich čtení neoprávněnými subjekty bez vědomí občana.
- Právní norma Velkého bratra: Národní akční plán boje proti terorismu (aktualizované znění pro roky 2005–2006), předložil ministr vnitra ČR František Bublan: možnost odposlechu bez soudního povolení, pravomoc nahlížet do zdravotnické dokumentace a permanentní přístup do informačních systémů veřejné správy; pravomoc vypnout síť mobilních telefonů.
- Slídil mezi národy: Evropská komise za návrh směrnice a rámcového rozhodnutí o tzv. Data retention, ukládající telekomunikačním operátorům a internetovým provozovatelům uchovávat až tři roky údaje o všech telefonních hovorech, SMS, e-mailech a navštívených webových stránkách.
- Výrok Velkého bratra: Jiří Kolář, policejní prezident, za výrok: „Já vedu rozhovory a ať si je každý odposlouchává, jak chce. Když si je člověk jistý, že nic nespáchal, může mu to být jedno.“
- Počin na ochranu soukromí: Šifrovací program PGP.

### Ocenění za rok 2005
Výsledky byly vyhlášeny 30. října 2006 v divadle Alfred ve dvoře.
Členy poroty byli: Petr Jakubíček (organizace Generation Europe), Karel Neuwirt (bývalý předseda Úřadu pro ochranu osobních údajů), Miroslav Ouzký (poslanec Evropského parlamentu), Lenka Nejezchlebová (redaktorka MF DNES), Petr Krčmář (šéfredaktor serveru Root.cz), Martin Elger (advokát, předseda občanského sdružení Právní společnost - ARS AEQUI et BONI), Petra Du Toit (Sdružení obrany spotřebitelů).
- Největší úřední slídil: Ministerstvo financí za navržení systému DIČ pro podnikající fyzické osoby založeného na rodném čísle obsahujícím datum narození, a to přes nesouhlas ÚOOÚ.
- Největší firemní slídil: Komerční banka, za shromažďování a uchovávání osobních údajů o bývalých zákaznících i zájemcích o služby.
- Dlouhodobé porušování lidského soukromí: Czech Credit Bureau, a. s. (CCB), ze stejného důvodu jak v roce 2005.
- Nebezpečná nová technologie: České dráhy a.s. za použití bezkontaktního čipu do slevových In-Kartách. Zákazník je zároveň nucen dát svůj souhlas s tím, že data zákazníků budou České dráhy dále zpracovávat a poskytovat je třetím stranám označovaným jako „smluvní partneři“.
- Právní norma Velkého bratra: zákon č. 127/2005 Sb., o elektronických komunikacích. V § 97 odst. 3 ukládá všem mobilním i klasickým teleoperátorům, internetovým providerům a jakýmkoli poskytovatelům elektronických komunikací povinnost „uchovávat provozní a lokalizační údaje a tyto údaje je na požádání povinna poskytnout orgánům oprávněným k jejich vyžádání podle zvláštního právního předpisu.“ Plošné monitorování komunikace všech Evropanů nařízené implementovanou evropskou směrnicí vybočuje z dovolených výjimek z nedotknutelnosti soukromí stanovené čl. 8 Evropské úmluvy o základních právech.
- Slídil mezi národy: vláda Spojených států amerických za vymáhání detailních údajů o cestujících leteckých linek létajících do USA a za shromažďování údajů o mezinárodních bankovních transakcích z mezibankovní sítě SWIFT.
- Výrok Velkého bratra: Miloš Titz, poslanec za ČSSD a místopředseda sněmovního Výboru pro obranu a bezpečnost, za výrok: „Jestliže nedělám nic špatného, proč bych se měl nějakého odposlechu bát?“ (TV Nova, 19. 4. 2006).
- Počin na ochranu soukromí: evropská organizace European Digital Rights za dlouhodobé působení v roli střešní organizace národních organizací zabývajících se ochranou soukromí a „digital rights“ a vydávání čtrnáctideního bulletinu EDRi-gram, odborné připomínkování, jednání, uspořádání celoevropské petiční akce.

### Ocenění za rok 2006
Ceny byly předávány 13. listopadu 2007 v prostoru NoD Roxy v Praze.
Členy poroty byli Mgr. Martin Elger (advokát, předseda občanského sdružení Právní společnost – ARS AEQUI et BONI), Petr Jakubíček (organizace Generation Europe), Petr Krčmář (šéfredaktor serveru Root.cz), Aleš Miklík (šéfredaktor serveru Lupa), Lenka Nejezchlebová (redaktorka MF DNES), RNDr. Karel Neuwirt (poradce, bývalý předseda Úřadu pro ochranu osobních údajů), JUDr. Ing. Helena Svatošová (Iuridicum Remedium), Petra Du Toit (za Sdružení obrany spotřebitelů).
- Největší komerční slídil: kolektivní cena zákazníkům firmy T-Mobile Czech Republic, kteří využili služby Kde je…?, na dalších místech Test nevěry od DNAtest.cz, Mobil Štěnice od firmy Gold Silver a produkty firmy Odposlechy.com. Ve všech případech jde o sledování lidí bez jejich vědomí.
- Největší úřední slídil: město Plzeň za nasazení desítek pouličních kamer bez předchozí analýzy jejich účinnosti na potírání kriminality, za vybavení městských strážníků minikamerami pro dokumentaci nalévání alkoholu mladistvým a za zneužívání kamerového systému ke sledování soukromého bytu dne 2. 8. 2007.
- Dlouhodobé porušování lidského soukromí: Ministerstvo vnitra za absenci ohledů na ochranu soukromí občanů při přípravě Národního akčního plánu boje proti terorismu (NAP) bez spolupráce s Úřadem na ochranu osobních údajů. V akčních plánech není vůbec zmíněna Úmluva č. 108 o ochraně jednotlivců se zřetelem na automatizované zpracování osobních dat. Plány obsahují záměry sledování komunikace v počítačových sítích, vytvoření celostátní databáze biometrických údajů, rozšíření kamerových systémů, širší přístup státu k bankovním informacím a telekomunikačním údajům atd.
- Nebezpečná nová technologie: Martin Pegner, vedoucí projektu DNA test.CZ za nabízení tzv. Testu nevěry pomocí DNA testů bez etického kodexu vyžadujícího souhlas osob, o jejichž biologický materiál jde.
- Právní norma Velkého bratra: zákon č. 321/2006 Sb., tzv. „DNA novela trestního řádu a zákona o Policii“, podle níž má policie právo odebrat DNA vzorek od širokého okruhu podezřelých osob a je umožněn plošný odběr DNA vzorků od osob ve výkonu trestu nebo ochranném léčení, a to i násilně. Násilný hromadný odběr ve věznici Bohunice byl již kritizován v médiích a zabývá se jím Veřejný ochránce práv. Novela nevymezuje způsob nakládání s takto odebranými vzorky a jejich vyřazení z Národní databáze DNA po splnění konkrétního účelu odběru. ÚOOÚ zahájil v Národní databázi DNA kontrolu.
- Mezinárodní slídil: vláda USA za provozování špionážní a sledovací sítě Echelon, která odposlouchává elektronickou komunikaci, přičemž vláda nevyvrátila podezření ze zneužívání systému k průmyslové špionáži a z neodůvodněného sledování komunikace nevinných lidí.
- Výrok Velkého bratra: JUDr. Stanislav Gross z advokátní kanceláře JUDr. Eduarda Bruny za výroky v článku Nedémonizujme odposlechy (Lidové noviny, 13. 12. 2006): „Ochrana základních hodnot naší společnosti v dnešním neklidném světě si bohužel vyžádá rozšiřování oprávnění státu mající charakter výjimky z ústavou garantovaných práv“ a „Proto se přimlouvám za to, abychom téma oficiálních odposlechů nedémonizovali a uvědomili si jejich nezbytnost v dnešním neklidném světě“, které vyjadřují jednostranné snahy o posílení sledovacích a represivních aktivit státu.
- Počin na ochranu soukromí (jediná pozitivní cena): zástupci studentů Soukromého gymnázia Josefa Škvoreckého za aktivní vystoupení proti zavedení kamerového sledování žáků a učitelů v učebnách.

### Ocenění za rok 2007
Ceny vybrané z více než 70 nominací byly vyhlašovány, případně předávány 14. listopadu 2008 v Experimentálním prostoru NoD Roxy v Praze.
V porotě byli Petr Krčmář (šéfredaktor serveru Root.cz), RNDr. Karel Neuwirt (poradce pro ochranu soukromí), Lenka Nejezchlebová (redaktorka MF Dnes), poslanec Evropského parlamentu MUDr. Miroslav Ouzký, Radek Smolík (Symantec), Ing. JUDr. Helena Svatošová (Iuridicum Remedium) a advokát JUDr. Václav Vlk.
- Největší úřední slídil. Magistrát hlavního města Prahy za projekt Opencard, víceúčelovou čipovou Kartu Pražana. Podle odůvodnění zmizí možnost cestovat v MHD anonymně a zavedením turniketů dojde k plošnému sledování cestujících a parkujících. Původní verze karty obsahovala nezabezpečené osobní údaje, anonymní verze karty neexistuje, údajně oddělené databáze spravuje tatáž firma.
- Největší firemní slídil: společnost AQER.CZ za nabídku softwaru Spying, programu firmy Relytec pro kompletní sledování počítače.
- Dlouhodobý slídil: Deutsche Telekom za ztrátu dat zákazníků. V roce 2006 firma ztratila údaje o 17 milionech zákazníků a dva roky to tajila, dokud Der Spiegel neodhalil, že jsou některá data v internetových aukcích pocházejí z tohoto zdroje. V rámci interního vyšetřování bezpečnostní pracovníci firmy také nezákonně odposlouchávali pracovníky vedení firmy.
- Slídil mezi národy: Vláda Spojených států amerických za Visa Waiver Program (VWP). V odůvodnění je zmíněno i nedodržení řádných projednávacích procedur na české straně.
- Nebezpečná nová technologie: elektronické viněty pro placení dálničních poplatků.
- Právní norma Velkého bratra: návrh nařízení Evropské komise o „virtuálních tělesných prohlídkách“ („svlékacích kamerách“), použití mikrovlnných scanerů na evropských letištích po vzoru New Yorku a Los Angeles.
- Výrok Velkého bratra: redaktor Rudolf Marek za výrok: „Ale také naopak, skryté kamery a dobře umístěná čidla jsou pro mnohé firmy nenahraditelné. Mohou přinést důkazy o trestné činnosti a také od ní odstrašit. Co se stane, když firma nahrává pevné telefonické linky, kamerami a mikrofony monitoruje recepci, kanceláře, jednací sály a firemní auta sleduje pomocí satelitu?“ (článek Hon na škodnou nebo paranoia?, týdeník Euro, 21. 4. 2008, str. 50)
- Ocenění za ochranu soukromí: sdružení The Arbeitskreis Vorratsdatenspeicherung – AK Vorrat za kampaň proti směrnici o uchovávání údajů o elektronické komunikaci (data retention)

### Ocenění za rok 2009
- Největší úřední slídil: Ministerstvo školství, mládeže a tělovýchovy za sbírání informací o žácích a studentech.[3]
- Největší firemní slídil: společnost Nokia za snahu legalizovat špiclování emailů svých zaměstnanců. [3]
- Dlouhodobý slídil: Ministerstvo zdravotnictví, SÚKL a Národní zdravotní registry za dlouhodobé provozování řady databází citlivých údajů bez řádného informování pacientů, dostatečného zdůvodnění a v některých případech dokonce bez opory v zákoně.[3]
- Slídil mezi národy: francouzská právní norma přezdívaná HADOPI nebo také „třikrát a dost“ či „elektronická gilotina“.[3]
- Nebezpečná nová technologie: komunitní síť Facebook.[3]
- Právní norma Velkého bratra: novela zákona o pozemních komunikacích nahrazující dálniční známky tzv. elektronickými kupony (vinětami) umožňujícími sledovat pohyb automobilů.[3]
- Výrok Velkého bratra: generální ředitel Sazka a.s. Aleš Hušák, který navrhuje, aby hrací automaty měly čtečky občanských průkazů: „Je to volba mezi větším dohledem nad soukromím a růstem gamblerství,“ [3]
- Ocenění za ochranu soukromí: skupiny aktivistů, kteří apelovali, aby lidé bojkotovali Nokia Siemens za to, že firma prodala íránskému režimu systém pro dohled nad komunikacemi.[3]

### Ocenění za rok 2010
- Největší úřední slídil: Ministerstvo vnitra České republiky za bojkotování přípravy legislativy, která by mohla zlepšit ochranu osobních údajů při využívání kamerových systémů, odposlechů a databází DNA.[4]
- Největší firemní slídil: Provozovatelé komunitní sítě Facebook za snahu dostat maximum informací z osobních profilů do internetových vyhledávačů.[4]
- Dlouhodobý slídil: Policie České republiky za nejrozmanitější formy závažných a dlouhodobých zásahů do soukromí občanů v bezprecedentní míře.[4]
- Slídil mezi národy: Evropská unie za financování projektu INDECT.[4]
- Nebezpečná nová technologie: GPS sledování automobilů bez vědomí majitele.[4]
- Právní norma Velkého bratra: Dohoda ACTA za pošlapávání lidských práv a svobod na úkor zájmů jednoho ze sektorů průmyslu.[4]
- Výrok Velkého bratra: Zakladatel sociální sítě Facebook Mark Zuckerberg za výrok o tom, že éra soukromí skončila.[4]
- Ocenění za ochranu soukromí: Obec Vír za aktivitu místních lidí a zastupitelstva, kteří se vzbouřili proti kamerovému systému zabírajícímu i veřejná místa v obci.[4]

### Ocenění za rok 2011
Výsledky sedmého ročníku soutěže pro narušitele soukromí Big Brother Awards (Ceny Velkého bratra) byly 18. ledna 2012 vyhlášeny na slavnostním večeru v Divadle Archa. Odborná porota vybírala výherce z více než 120 nominací zaslaných veřejností.
- Největší úřední slídil: Sčítání lidu, domů a bytů 2011[5]
- Největší firemní slídil: Dopravní podnik hl. m. Prahy za přípravy systému sledování v pražském metru[5]
- Dlouhodobý slídil: Ministerstvo zdravotnictví za dlouhodobé porušování práva na soukromí občanů zpracováváním jejich údajů ve zdravotních registrech a za prosazení zákona o zdravotních službách, který tento problém dále prohlubuje.[5]
- Slídil mezi národy/Mezinárodní slídil: TSA (Transportation Security Administration – Úřad pro bezpečnost dopravy) za porušování občanských práv cestující veřejnosti při dopravních kontrolách[5]
- Nebezpečná nová technologie: služba Amazon Silk[5]
- Právní norma Velkého bratra: Návrh směrnice Evropského parlamentu a Rady o používání údajů jmenné evidence cestujících (PNR)[5]
- Výrok Velkého bratra: Jitka Rychtaříková, předsedkyně České demografické společnosti za myšlenku propojení registrů obyvatelstva takovým způsobem, aby se daly sledovat veškeré aktivity jedince od jeho dětství až do sklonku života.[5]
- Ocenění za ochranu soukromí: Seznam.cz za „user friendly“ podmínky ochrany osobních údajů svých služeb, které jsou v porovnání s ostatními srovnatelnými subjekty vůči uživateli férové a společensky odpovědné.[5]

### Ocenění za rok 2012
Výsledky osmého ročníku soutěže pro slídily v našem soukromí Big Brother Awards (Ceny Velkého bratra) za rok 2012 byly vyhlášeny 16. ledna 2013 v kině Atlas na slavnostním večeru organizovaném už tradičně občanským sdružením Iuridicum Remedium. Sedmičlenná porota složená z odborníků na nové technologie, právníků, obránců lidských práv a novinářů vybírala vítěze z nominací zaslaných širokou veřejností.
- Největší úřední slídil: MPSV za projekt sKarty.[6]
- Největší firemní slídil: Microsoft za projekt šmírování domácností prostřednictvím zařízení Kinect.[6]
- Dlouhodobý slídil: Praha 13 za dlouhodobou snahu o osazení svého území co největším počtem bezpečnostních kamer.[6]
- Slídil mezi národy: Ruská federace za plány na monitorování a ovlivňování obsahu sociálních sítí a cenzuru internetu.[6]
- Nebezpečná nová technologie: Česká zimní střediska využívající lyžařské turnikety ke sledování lyžařů.[6]
- Právní norma Velkého bratra: EU za legislativní aktivity vedoucí k zavedení systému eCall.[6]
- Výrok Velkého bratra: Zdeněk Ondráček bývalý vyšetřovatel Útvaru odhalování korupce a finanční kriminality Policie ČR a přispěvatel internetového deníku Česká pozice za výroky týkající se problematiky využívání analýz DNA ze strany policie.[6]
- Ocenění za ochranu soukromí: Jiří Peterka za svoji dlouholetou přednáškovou a publikační činnost věnovanou tématům spojeným s ochranou informačního soukromí.[6]

### Ocenění za rok 2013
Výsledky již devátého ročníku soutěže pro slídily v našem soukromí Big Brother Awards (Ceny Velkého bratra) za rok 2013 byly vyhlášeny 16. ledna v pražském BIO OKO na slavnostním večeru organizovaném už tradičně nevládní organizací Iuridicum Remedium. Desetičlenná porota složená z odborníků na nové technologie, právníků, obránců lidských práv a novinářů vybírala vítěze z nominací zaslaných širokou veřejností.
- Největší úřední slídil: Vojenské zpravodajství ČR za svoji roli v kauze „Nagyová“.
- Největší firemní slídil: LG Electronics za šmírovací smart TV
- Dlouhodobý slídil: Ministerstvo zdravotnictví ČR za organizaci archivace krevních vzorků novorozenců.
- Slídil mezi národy: Americká zpravodajská služba NSA za rozsah a plošnost sledování a uchovávání celosvětové komunikace
- Nebezpečná nová technologie: Bezkontaktní platební karty.
- Právní norma Velkého bratra: Ministerstvo vnitra ČR za nepředložení zákona o DNA.
- Výrok Velkého bratra: David Cameron za hrozby médiím s cílem zastavit zveřejňování informací o činnosti tajných služeb získaných od Edwarda Snowdena.
- Ocenění za ochranu soukromí: CZ.NIC – za opensource router Turris.

### Ocenění za rok 2014
Výsledky jubilejního desátého ročníku anticen pro největší slídily Big Brother Awards byly vyhlášeny v Centru současného umění DOX v Praze. Devítičlenná porota složená z odborníků na nové technologie, právníků, obránců lidských práv a novinářů vybírala vítěze z padesáti nominací zaslaných širokou veřejností. Anticeny udělované nově ve čtyřech kategoriích + pozitivní cena.
- Největší úřední slídil: Ministerstvo financí za návrh zákona o prokazování původu majetku.
- Největší firemní slídil: MAFRA, a.s. za uveřejnění přepisů odposlechů telefonních hovorů Petra Nečase a Jany Nagyové-Nečasové.
- Dlouhodobý slídil: Google za pročítání e-mailů a netransparentní slídění v soukromí uživatelů.
- Výrok Velkého bratra: Samsung za výrok o šmírování citlivých hovorů v domácnosti prostřednictvím Smart TV obsažený v pravidlech ochrany soukromí uživatelů.
- Ocenění za ochranu soukromí: Martin Winterkorn, předseda představenstva společnosti Volkswagen za výzvu k utvoření aliance automobilek s cílem zajistit efektivní ochranu osobních údajů jejich zákazníků.

### Ocenění za rok 2015
Výsledky jedenáctého ročníku anticen pro největší slídily Big Brother Awards byly vyhlášeny v pražském Studiu Alta. Devítičlenná porota složená z odborníků na nové technologie, právníků, obránců lidských práv a novinářů vybírala vítěze z padesáti pěti nominací zaslaných širokou veřejností. 
- Největší úřední slídil: Ministerstvo financí za netransparentní slídění ministerstva financí ve zdravotnických datech.
- Největší firemní slídil: Výrobce hraček MATTEL za svoji online panenku nazvanou Hello Barbie.
- Dlouhodobý slídil: Policie ČR za provoz systému Automatická kontrola vozidel.
- Výrok Velkého bratra: Milan Chovanec za výroky týkající se nutnosti identifikovat uživatele internetu.
- Ocenění za ochranu soukromí: Rakouský právník a aktivista Max Schrems, který se postavil internetovému gigantu Facebooku a významně tak přispěl k pádu dohody o předávání osobních údajů mezi EU a Spojenými státy (tzv. Safe Harbor)

### Ocenění za rok 2016
- Největší úřední slídil: Ministerstvo obrany za návrh novely zákona o Vojenském zpravodajství.
- Největší firemní slídil: Home Credit za úmysl prověřovat žadatele o půjčky pomocí aplikace nahrané do mobilního telefonu.
- Dlouhodobý slídil: Úřad práce ČR za dlouhodobou praxi vyžadování detailních výpisů z účtů od žadatelů o sociální dávky.
- Výrok Velkého bratra: Miroslav Lukeš (generální ředitel MasterCard) za výrok o nutné ztrátě anonymity při platbách.
- Ocenění za ochranu soukromí: Město Vsetín za způsob informování o městském kamerovém systému.

### Ocenění za rok 2017
- Úřední slídil: Jiří Běhounek za návrh novely zákona zavádějící neomezený přístup k elektronické zdravotní dokumentaci.
- Firemní slídil: Equa bank za vyžadování souhlasu klientů s poskytnutím TelcoScore k prověření jejich kredibility.
- Dlouhodobý slídil: Ministerstvo průmyslu a obchodu za nečinnost v souvislosti s úpravou data retention.
- Výrok Velkého bratra: Úřad vlády za definici Romů v metodice k jejich sčítání: „Za Roma (je) označen takový jedinec, který se za něj sám považuje, aniž by se nutně k této příslušnosti za všech okolností hlásil, a/nebo je za něj považován významnou částí svého okolí na základě skutečných či domnělých (antropologických, kulturních nebo sociálních) indikátorů.“
- Pozitivní cena Edwarda Snowdena: Open Whisper Systems za vývoj aplikace Signal pro šifrovanou mobilní komunikaci.[7]

### Ocenění za rok 2018
- Úřední slídil: Finanční správa za vyžadování informací o svatebních hostinách od novomanželů.
- Firemní slídil: iRobot za vysavače, které sbírají snímky místností a propojují je s osobními daty zákazníků.
- Dlouhodobý slídil: Facebook za invazivní a nezodpovědný přístup k osobním datům uživatelů.
- Výrok Velkého bratra: Petr Stuchlík za výrok „Nedokážu si představit, proč by náš návrh školy odmítly. Není to nic proti ničemu a je vždy lepší, když tam bude bezpečno.“ v souvislosti s návrhem instalace bezpečnostních kamer do stovek pražských škol.
- Pozitivní cena Edwarda Snowdena: BEUC za podání podnětu ke kontrole společnosti Google v sedmi státech.[8]

### Ocenění za rok 2019
- Úřední slídil: Bezpečnostní informační služba za návrh zákona, který otevírá zpravodajským službám cestu k nekontrolovanému využívání technologií rozpoznávání obličeje.
- Firemní slídil: Avast, která přes svou společnost Jumpshot prodávala data o chování svých uživatelů.
- Dlouhodobý slídil: Pražská energetika za to, že nejméně od roku 2012 nahrává své klienty při rozhovorech na přepážkách v zákaznických centrech.
- Výrok Velkého bratra: poslanec Vít Kaňkovský (KDU-ČSL) za výrok: „Jsem připraven v Poslanecké sněmovně předložit pozměňovací návrh, který sankce dle GDPR vyloučí“
- Pozitivní cena Edwarda Snowdena: Koalice tří stran, která vládne na pražském magistrátu, za jednoznačné odmítnutí zavádění technologií na rozpoznávání obličejů v policejních kamerách v hlavním městě.[9]

### Ocenění za rok 2020
Anticeny byly uděleny Ministerstvu zdravotnictví, společnosti Cogniware dodávající sledovací systémy, dvěma poslancům hnutí ANO za návrh registrace anonymních SIM karet a výroku profesora Jaroslava Flegra, kterým vyzýval v souvislosti s bojem s pandemií k zpřístupnění citlivých dat o pohybu a karetních transakcích pro státní orgány. Za vítěze pozitivní ceny pak porota označila dvě disentní stanoviska ústavní soudkyně Kateřiny Šimáčkové ke klíčovým nálezům Ústavního soudu týkajících se ochrany soukromí.

### Ocenění za rok 2021[11]
- Dlouhodobý slídil (spoluviník): Ústavní soud za čtyřleté čekání na posouzení ústavnosti využívání genetických dat policií.
- Firemní slídil: Rohlik.cz za neustálé sledování výkonu a následné automatické hodnocení jeho pracovníků.
- Úřední slídil: polská vláda za zneužívání špionážního systému Pegasus proti politické opozici.
- Výrok Velkého bratra: Dana Svobodová, jednatelka Metro Zoom, za výrok o tom, jak jsou pro cílení reklamy v pražském metru využívána data od mobilního operátora O2.
- Pozitivní cena Edwarda Snowdena: Alik.cz za důraz na ochranu soukromí dětí.

### Ocenění za rok 2022[12]
Výsledky osmnáctého ročníku anticen pro největší slídily pořádaných nevládní organizací Iuridicum Remedium byly vyhlášeny ve čtvrtek 23. března v Praze. Devítičlenná porota složená z odborníků na nové technologie, právníků či novinářů vybírala vítěze nominací zaslaných širokou veřejností.
- Dlouhodobý slídil: společnost Microsoft za dlouhodobý netransparentní masivní sběr uživatelských dat.
- Firemní slídil: Seznam.cz za sběr dat, kterého dosahuje záměrným matením uživatelů.
- Úřední slídil: nejvyšší správní soud (9. senát) za připuštění finančních úřadu k datům ze silničních kamer.
- Výrok Velkého bratra: Marian Jurečka, ministr práce a sociálních věcí za výrok o automatickém snižování sociálních dávek při špatné docházce dětí.
- Pozitivní cena: Kolektiv NoLog za poskytování bezplatných služeb umožňujících elektronicky bezpečně komunikovat bez nutnosti platit za to osobními údaji.

### Ocenění za rok 2023[13]
- Dlouhodobý slídil: projekt MojeOdpadky.cz za nucení do poskytování osobních údajů
- Firemní slídil: Innovatrics za nedostačné informování o biometrickém systému Fingera
- Úřední slídil: policie České republiky za netransparentní provoz systému Digitální podoba osob
- Výrok Velkého bratra: Europol za chuť plošně sbírat a analyzovat on-line komunikaci
- Pozitivní cena: Michal Berg za kampaň proti automatům na vodu nutících lidí využívat aplikaci
- Cena veřejnosti: Europol

### Ocenění za rok 2024[14]
Dvacátý ročník udílení Cen byl doplněn novou publikací, shrnující uplynulých 20 let vývoje ochrany soukromí v České republice a historii Big Brother Awards.
- Dlouhodobý slídil: Ministerstvo vnitra za snahu obejít regulaci využívání systémů na rozpoznávání tváří
- Firemní slídil: obchodní řetězce s potravinami za slevové aplikace
- Úřední slídil: Ministerstvo pro místní rozvoj za systém eTurista
- Výrok Velkého bratra: Matěj Hušek (člen představenstva Seznam.cz) za výrok: „Internet bez cílení a bez doporučování je vlastně strašně smutný místo.“
- Pozitivní cena: Wikimedia Foundation za ochranu identity editorů Wikipedie